# Euphrasia rostkoviana
Euphrasia rostkoviana là loài thực vật có hoa thuộc họ Cỏ chổi. Loài này được Hayne mô tả khoa học đầu tiên năm 1825.

## Hình ảnh

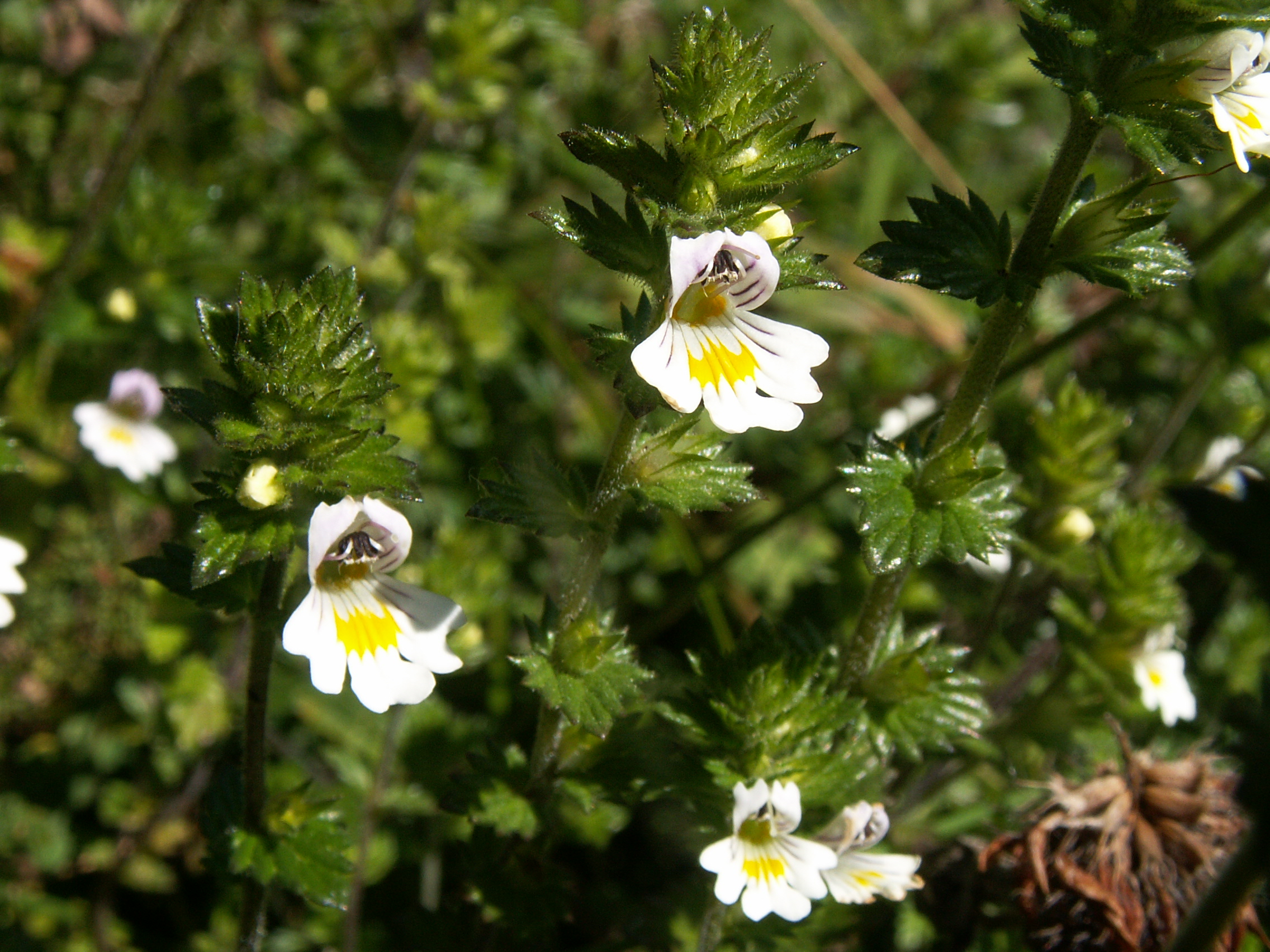
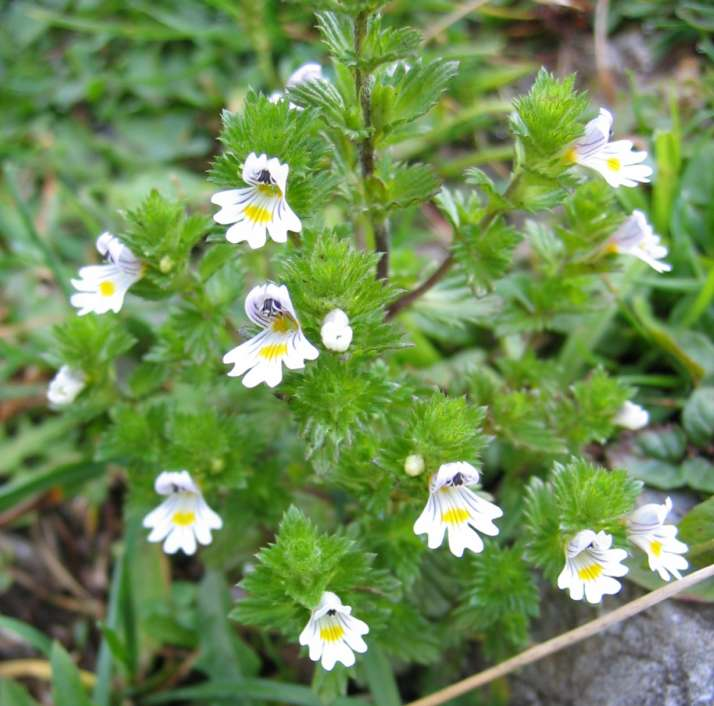
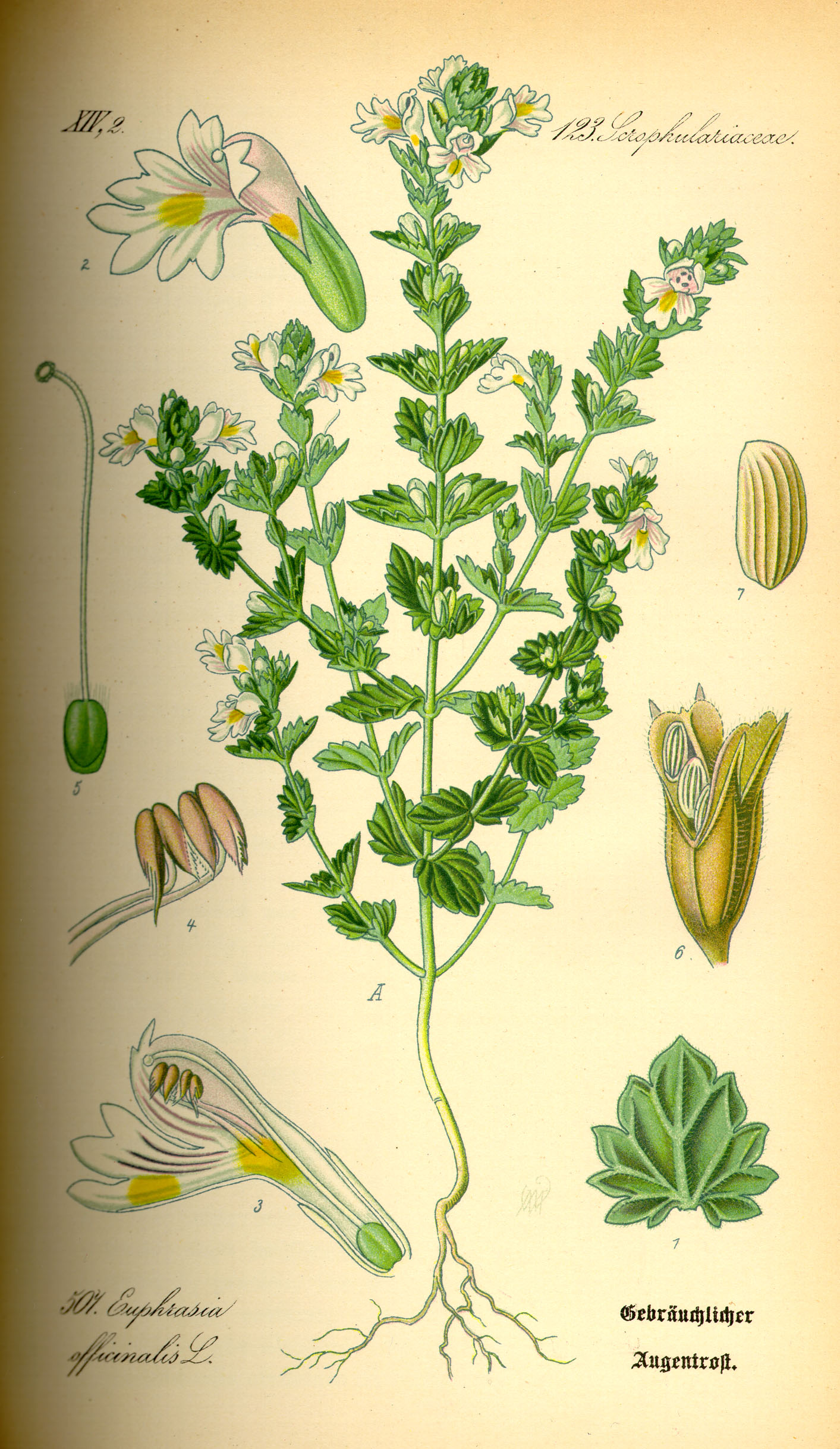
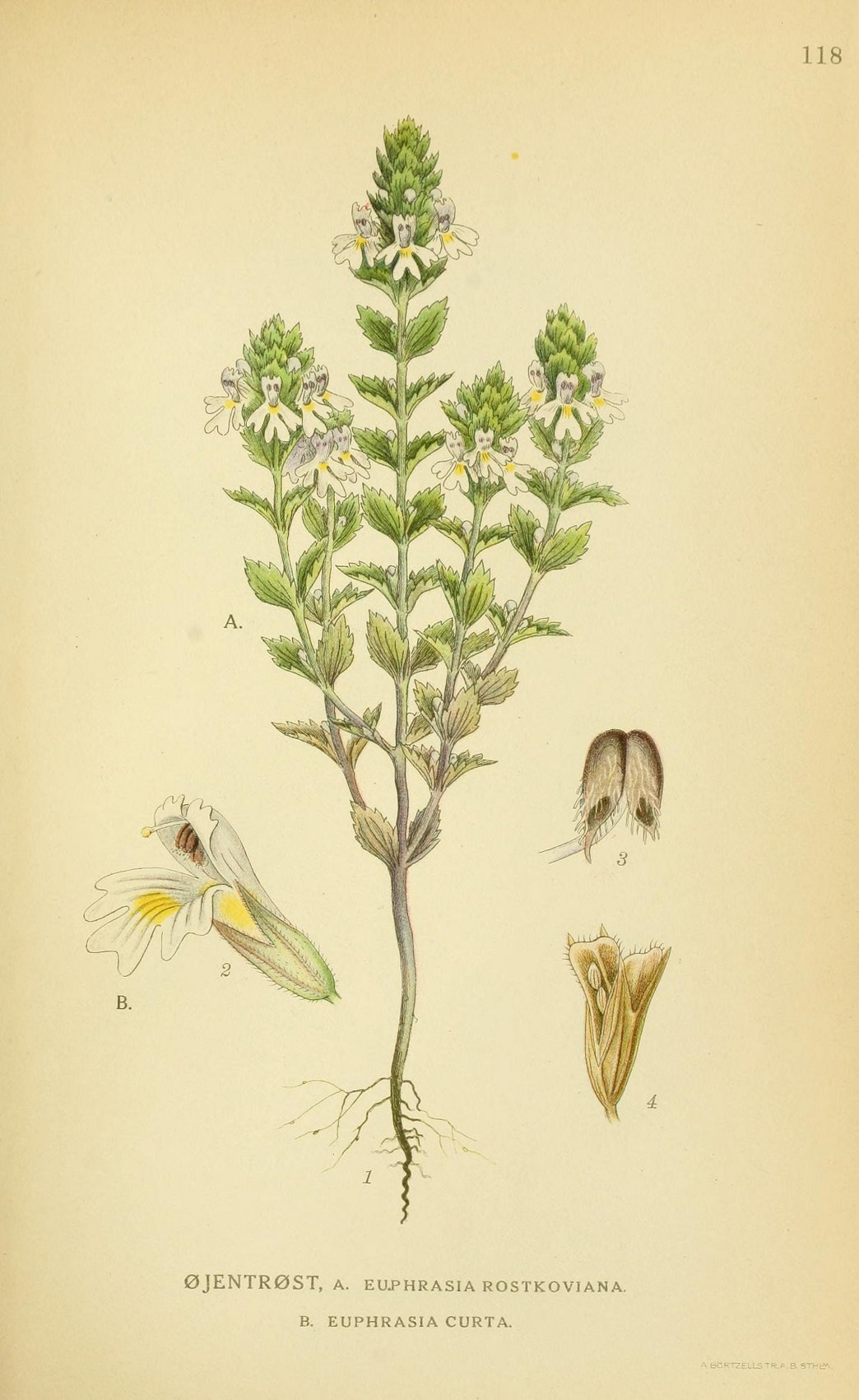